# Football Club Swift Hesperange
El Football Club Swift Hesperange (luxemburguès: Football Club Swift Hesper, alemany: Football Club Swift Hesperingen) és un club de futbol luxemburguès de la ciutat d'Hesperange.

## Història
El club va ser fundat el 1916. Entre 1940 i 1944, durant l'ocupació alemanya, s'anomenà FV Rot-Weiß Hesperingen. La temporada 1989-90 es proclamà campió de la copa luxemburguesa.

## Palmarès
- Copa luxemburguesa de futbol:<[2]
  - 1989-90